# Smithers, British Columbia
Smithers är en ort i Kanada.   Den ligger i provinsen British Columbia, i den centrala delen av landet, 3 700 km väster om huvudstaden Ottawa. Smithers ligger 494 meter över havet och antalet invånare är 5 438. Smithers Airport ligger nära orten.
Terrängen runt Smithers är varierad. Runt Smithers är det glesbefolkat, med 8 invånare per kvadratkilometer.. Det finns inga andra samhällen i närheten.
I omgivningarna runt Smithers växer i huvudsak barrskog.